# 전피갑탄

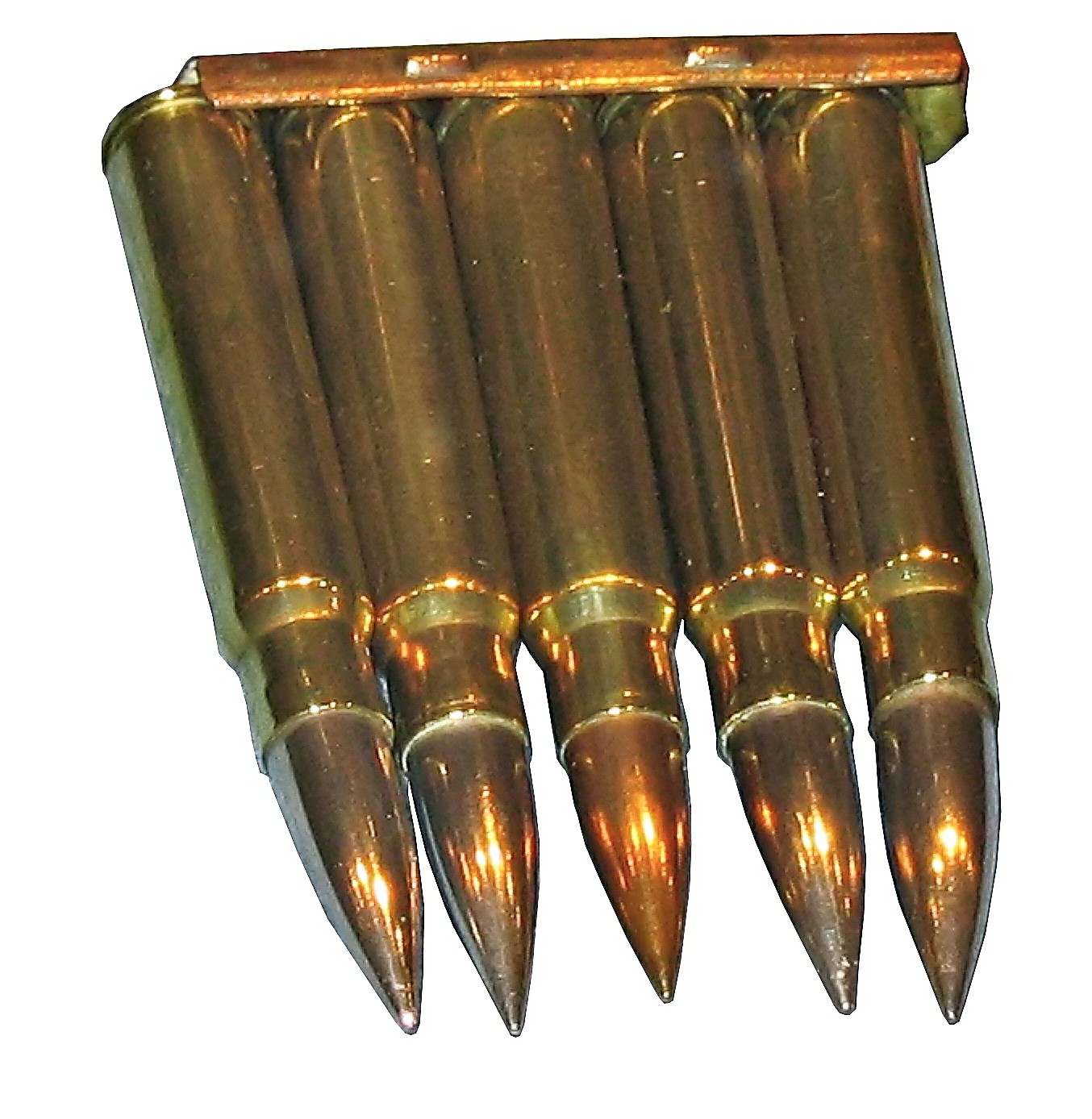
7.92 × 57 mm 마우저.

전피갑탄(全皮甲彈, full metal jacket bullet; FMJ)은 부드러운 탄두(주로 납)를 구리합금 따위의 단단한 금속껍질로 완전히 둘러싼 소화기용 탄환이다.